# Associação Desportiva América de Russas
Associação Desportiva América de Russas foi um clube de futebol brasileiro com sede no município de Russas, Ceará. Fundado em 12 de dezembro de 1991, era representado pelas cores vermelho e branco.
Em 1996, o Cavalo Russo disputou a primeira divisão do campeonato cearense, tornando-se o primeiro clube de futebol profissional do seu município. Terminou em sétimo lugar dentre dezesseis times, com oito vitórias, três empates e treze derrotas. Contra os dois principais clubes do estado, Fortaleza e Ceará, disputou oito jogos, perdendo sete e empatando um.